# BMW N43
Der BMW N43 ist eine Ottomotor-Baureihe des Automobilherstellers BMW mit vier Zylindern in Reihenanordnung. Der Leichtmetall-Motor verfügt über zwei obenliegende Nockenwellen und 16 Ventile. Er besitzt eine strahlgeführte Benzindirekteinspritzung, die im Teillastbereich im Magerbetrieb arbeitet. So konnte beim 116i im Vergleich zum Vorgängermotor N45 eine Leistungssteigerung von sechs Prozent bei gleichzeitiger Verbrauchsreduktion um 23 % erzielt werden. Da für den Magerbetrieb schwefelarmes Benzin benötigt wird, konnte der N43 auf vielen Märkten nicht angeboten werden. Auf diesen Märkten wurden deshalb die Vorgängermotoren N45 und N46 in modifizierter Form angeboten.
Der N43B20 ist dem Vorgänger N46B20 in vielen Teilen baugleich, darunter die Kurbelwelle und die Ölwanne, die Valvetronic fiel jedoch weg. 
Er löste auch den technisch ähnlichen, jedoch ohne Direkteinspritzung arbeitenden BMW-N42-Motor ab, der von 2001 bis 2004 eingesetzt wurde. 
Gegenüber den Vorgängern wurde der N43 auch mit Start-Stopp-System und Bremsenergierückgewinnung aufgewertet; siehe auch BMW EfficientDynamics.
Ab 2011 wurde der N43 durch den N13 mit Turbolader ersetzt. 

## Daten
| Motortyp | Hubraum          | Bohrung × Hub   | Leistung bei 1/min       | Drehmoment bei 1/min | Max. Drehzahl | Bauzeit           |
| -------- | ---------------- | --------------- | ------------------------ | -------------------- | ------------- | ----------------- |
| N43B16   | 1,6 L (1597 cm3) | 82 mm × 75,6 mm | 90 kW (122 PS) bei 6000  | 160 Nm bei 4250      | 7300 min−1    | 03/2007 – 10/2013 |
| N43B20   | 2,0 L (1995 cm3) | 84 mm × 90 mm   | 90 kW (122 PS) bei 6000  | 185 Nm bei 3000      | 7300 min−1    | 03/2009 – 10/2013 |
| N43B20   | 2,0 L (1995 cm3) | 84 mm × 90 mm   | 105 kW (143 PS) bei 6000 | 190 Nm bei 4500      | 7300 min−1    | 03/2007–09/2007   |
| N43B20   | 2,0 L (1995 cm3) | 84 mm × 90 mm   | 105 kW (143 PS) bei 6000 | 190 Nm bei 4250      | 7300 min−1    | 09/2007 – 10/2013 |
| N43B20   | 2,0 L (1995 cm3) | 84 mm × 90 mm   | 125 kW (170 PS) bei 6700 | 210 Nm bei 4250      | 7300 min−1    | 03/2007 – 10/2013 |

## Verwendung
N43B16 
- 90 kW (122 PS)
  - seit 09/2007 E81/E87 als 116i (ab 03/2009 nur auf bestimmten Weltmärkten)[7]
  - seit 09/2007 E90 als 316i (nur auf bestimmten Weltmärkten)

 N43B20 
- 90 kW (122 PS)
  - seit 03/2009 E81/E87 als 116i
- 105 kW (143 PS)
  - seit 03/2007 E81/E87 als 118i[8]
  - seit 03/2008 E88 als 118i Cabriolet
  - seit 09/2007 E90/E91 als 318i
  - seit 03/2010 E92 318i Coupe[9]
  - seit 03/2010 E93 318i Cabrio

- 125 kW (170 PS)
  - seit 03/2007 E81/E87 als 120i
  - seit 09/2009 E82 als 120i Coupe[10]
  - seit 03/2008 E88 als 120i Cabriolet[11]
  - seit 09/2007 E90/E91 als 320i
  - seit 09/2007 E92 320i Coupe
  - seit 09/2007 E93 320i Cabrio
  - seit 03/2007 E60 als 520i